# Парламентские выборы в Сирии (2020)
Парламентские выборы в Сирии для избрания членов Народного совета Сирии состоялись 19 июля 2020 года, хотя должны были пройти ещё 13 апреля 2020 года. Однако 14 марта они были перенесены на 20 мая из-за всемирной пандемии коронавирусной инфекции COVID-19. 7 мая было решено отложить выборы на ещё более поздний срок до 19 июля.

## Избирательная система
250 мест Народного совета Сирии избираются по общим спискам в 15 избирательных округах. Избиратели выбирают закрытый список кандидатов, который они не могут изменить, и тот список, который набрал наибольшее количество голосов, получает все места от данного избирательного округа. Каждый список состоит как минимум из двух третей кандидатов от партии «Баас», а также рабочих и крестьян, так что общее количество последних составляет 127 от общего числа 250 избранных депутатов.
На практике комитеты, члены которого сами выбираются президентом, принимают решение о допуске кандидатур «рабочих и крестьян», то есть президент фактически контролирует, кому разрешено избираться под этой категорией граждан. Помимо этого, всем кандидатам запрещено критиковать правящую партию «Баас» и национальное правительство. Все члены блока «Национальный прогрессивный фронт» также лояльны к партии «Баас».

## Результаты
|                         |                                  |            |       |      |      |  |  |  |  |
| Партия                  | Партия                           | Голосов    | %     | Мест | +/-  |  |  |  |  |
|                         | Национальный прогрессивный фронт |            |       | 177  | ▼ 23 |  |  |  |  |
|                         | Независимые                      |            |       | 73   | ▲ 23 |  |  |  |  |
|                         |                                  |            |       |      |      |  |  |  |  |
| Подано голосов          |                                  |            |       |      |      |  |  |  |  |
| Недействительные голоса |                                  |            |       |      |      |  |  |  |  |
| Всего                   | Всего                            | 6 224 687  | 100   | 250  |      |  |  |  |  |
| Избирателей/явка        | Избирателей/явка                 | 18 766 014 | 33,17 |      |      |  |  |  |  |

Оглашение результатов было отложено, так как пришлось повторно провести пересчёт в 5 из более чем 7000 избирательных округов. Голосование прошло на 70 % территории Сирии.
Явка избирателей по всей стране составила 6 224 687 граждан, то есть 33,17 %. Снижение явки избирателей сирийское правительство связало с пандемией COVID-19 в Сирии. Наблюдатели согласились с тем, что смертельная пандемия значительно повлияла на явку избирателей, но добавили, что этому также поспособствовали теракты в день выборов, бедность в военное время и неуверенность в способности парламента положить конец кризису, который охватил Сирию с начала гражданской войны в стране.
Проправительственный блок партий «Национальный прогрессивный фронт» и его союзники получили 177 мест из 250.

## Реакция
Выборы вызвали негативную реакцию среди сторонников Асада из-за потери мест в парламенте.